# Liste der im Nationalsozialismus verbotenen Filme
Im nationalsozialistischen Deutschland wurde jedes Filmprojekt bzw. jeder Film gleich zweimal einer Zensurprüfung unterzogen: Erstens entschied der Reichsfilmdramaturg bereits vorab, ob ein Filmentwurf, Manuskript oder Drehbuch überhaupt verfilmt werden durfte; zweitens entschied nach Fertigstellung des Films die Filmprüfstelle, ob der Film in die Kinos gelangen durfte. Unter anderem an dieser Vorprüfung dürfte es gelegen haben, dass im nationalsozialistischen Deutschland nur relativ wenige Filme entstanden, die schließlich an der Zensur scheiterten. So wurde auch nur eine Minderzahl der unten genannten Filme deshalb verboten, weil sie mit der nationalsozialistischen Ideologie im Widerspruch gestanden hätten. Häufiger kam es vor, dass Filme etwas zeigten, das durch den Verlauf der Geschichte – z. B. die deutsche Bündnispolitik oder das Kriegsgeschehen – überlebt war und beim Publikum darum zu Heiterkeit, Verwirrung oder Bedauern über die Zeitläufe geführt hätte. Allerdings wurden nicht wesentlich mehr Verbote gegen beispielsweise US-Produktionen als gegen deutsche Filme ausgesprochen.

## Vor 1933 fertiggestellte Filme (Auswahl)
- Der Kongreß tanzt (Erik Charell, 1931) (am 1. Oktober 1937 von der Film-Oberprüfstelle verboten.)[2]
- Die Büchse der Pandora (Georg Wilhelm Pabst, 1929)
- Die Drei von der Tankstelle (Wilhelm Thiele, 1930) (am 1. Oktober 1937 von der Film-Oberprüfstelle verboten.)[2]
- Die Dreigroschenoper (Georg Wilhelm Pabst, 1931)
- Die hölzernen Kreuze (Raymond Bernard, 1932) (am  2. März 1933 von der Film-Oberprüfstelle verboten.)[3]
- Ein Lied geht um die Welt (Richard Oswald, 1933) (am 1. Oktober 1937 von der Film-Oberprüfstelle verboten.)[2]
- Frau im Mond (Fritz Lang, 1929)
- Im Westen nichts Neues (Lewis Milestone, 1930)
- Der Mann, der seinen Mörder sucht (Robert Siodmak, 1931) (am 1. Oktober 1937 von der Film-Oberprüfstelle verboten.)[2]
- Kuhle Wampe oder: Wem gehört die Welt? (Slatan Dudow, 1932)
- Lachende Erben, (Max Ophüls, 1932/1933) (am 1. Oktober 1937 von der Film-Oberprüfstelle verboten.)[2]
- M (Fritz Lang, 1931)
- Mutter Krausens Fahrt ins Glück (Phil Jutzi, 1929)
- Voruntersuchung (Robert Siodmak, 1931)
- Westfront 1918 (Georg Wilhelm Pabst, 1930)
- Das erste Recht des Kindes (Fritz Wendhausen, 1932)
- Razzia in St. Pauli (Werner Hochbaum, 1932) (am 7. Dezember 1933 von der Film-Oberprüfstelle verboten.)

## Ab 1933 fertiggestellte Filme
Jahr des Verbots durch die Filmprüfstelle:
1933
- Ganovenehre (Regie: Richard Oswald, Herstellungsjahr: 1933)
- Hans Westmar (Franz Wenzler, 1933; erst nach völliger Umarbeitung zugelassen)
- Moral und Liebe (Georg Jacoby, 1933)
- Taifun (Robert Wiene, 1933; unter dem Titel „Polizeiakte 909“ 1934 wieder zugelassen; die ursprüngliche Fassung war nur zur Vorführung im Ausland zugelassen)
- Das Testament des Dr. Mabuse (Fritz Lang, 1932/1933; deutsche Erstaufführung 1951)

1934
- Der Adjutant seiner Hoheit (Martin Frič, 1933)
- Zwei Genies (Detlef Sierck, 1934)

1935
- Ein Kind, ein Hund, ein Vagabund (Arthur Maria Rabenalt, 1934)
- Die Liebe siegt (Georg Zoch, 1934)
- Spione am Werk (Gerhard Lamprecht, 1933)
- Das Stahltier (Willy Zielke, 1935)

1936
- Hände aus dem Dunkel (Erich Waschneck, 1933)
- Wege zur guten Ehe (Adolf Trotz, 1933)
- Die Erbschaft (Karl Valentin, 1936)

1937
- Ein Lied geht um die Welt (Richard Oswald, 1933)
- Lachende Erben (Max Ophüls, 1933)
- Starke Herzen (Herbert Maisch, 1937, deutsche Uraufführung 1953 unter dem Titel „Starke Herzen im Sturm“), verboten wegen seines nach Ansicht von Goebbels zu traditionellen, bürgerlichen, nicht dem völkischen Zerrbild der „jüdisch-bolschewistischen Weltverschwörung“ verpflichteten Antikommunismus

1938
- Altes Herz geht auf die Reise (Carl Junghans, 1938), verboten wegen Darstellung ländlichen Elends (Premiere 1947 in Los Angeles)
- Das Leben kann so schön sein (Rolf Hansen, 1938), verboten wegen Darstellung der Wohnungsnot (deutsche Uraufführung 1950 unter dem Titel „Eine Frau fürs Leben“)
- Preußische Liebesgeschichte (Paul Martin, 1938, deutsche Uraufführung 1950 unter dem Titel „Liebeslegende“)
- Der Spieler (1938) (Gerhard Lamprecht, 1938)

1939
- Ab Mitternacht (Carl Hoffmann, 1938)
- Abenteuer in Marokko (Leo Lapaire, 1939)
- Abenteuer in Warschau (Carl Boese, 1937)
- Andere Welt (Marc Allégret, 1937)
- August der Starke (Paul Wegener, 1936)
- Friesennot (Peter Hagen = Willi Krause, 1935; 1941 unter dem Titel „Dorf im roten Sturm“ wieder zugelassen)
- Die Katz’ im Sack (Richard Eichberg, 1935)
- Kitty und die Weltkonferenz (Helmut Käutner, 1939)
- Die klugen Frauen (Jacques Feyder, 1935)
- Der Kurier des Zaren (Richard Eichberg, 1936)
- Die Reiter von Deutsch-Ostafrika (Herbert Selpin, 1934)
- Varieté (Nikolaus Farkas, 1935)

1941
- Dreimal Hochzeit (Géza von Bolváry, 1941)
- Wer küsst Madeleine? (Victor Janson, 1939)
- Der Postmeister (Gustav Ucicky,1940)

1942
- Der 5. Juni (Fritz Kirchhoff, 1942)
- Mit den Augen einer Frau (Karl Georg Külb, 1942)
- Die See ruft (H. F. Köllner, 1942)

1943
- Alles aus Liebe (Hubert Marischka, 1941/1942, deutsche Uraufführung 1949)
- Am Ende der Welt (Gustav Ucicky, 1943/1944, deutsche Uraufführung 1951 unter dem Titel „Die Erbin der Wälder“)
- Besatzung Dora (Karl Ritter, 1943)
- Panik (Harry Piel, 1943, deutsche Uraufführung 1953 unter dem Titel „Gesprengte Gitter“)
- Titanic (Herbert Selpin, Werner Klingler, 1943), nur zur Vorführung im Ausland zugelassen; deutsche Erstaufführung 1950

1944
- Freunde (E. W. Emo, 1943/1944, deutsche Uraufführung 1950)
- Große Freiheit Nr. 7 (Helmut Käutner, 1944), nur zur Vorführung im Ausland zugelassen (Uraufführung in Prag; deutsche Erstaufführung 1953)
- Die heimlichen Bräute (Johannes Meyer, 1944)
- Intimitäten (Paul Martin, 1944, deutsche Uraufführung 1948)
- Jan und die Schwindlerin (Hans Weißbach, 1943/44, deutsche Uraufführung 1947)
- Jugendliebe (Eduard von Borsody, 1943/44, deutsche Uraufführung 1947)
- Eine kleine Sommermelodie (Volker von Collande, 1943/44, deutsche Uraufführung 1982)
- Melusine (Hans Steinhoff, 1944, deutsche Uraufführung 2014)
- Moselfahrt mit Monika (Roger von Norman, 1943/44, deutsche Uraufführung 1952)
- Der verzauberte Tag (Peter Pewas, 1944), verboten wegen Beamtenkritik (deutsche Uraufführung 1952)

1945
- Der Mann, dem man den Namen stahl (Wolfgang Staudte, 1944)
- Via Mala (- Die Straße des Bösen) (Josef von Báky, 1943/44), nur für die Vorführung im Ausland zugelassen; deutsche Erstaufführung 1948